# Мариенбрюке
Мариенбрюке (также мост Пеллат) в муниципалитете Швангау-бай-Фюссен (Бавария) — мост через ущелье Пеллат, расположенный сразу за замком Нойшванштайн и видимый непосредственно с него. Мост был назван в честь королевы Марии.
В 1845 году король Баварии Максимилиан II приказал построить деревянный мост для верховой езды через реку Пеллат, который через несколько лет пришлось снова отремонтировать. В 1866 году король Людвиг II приказал заменить этот деревянный мост на тонкую железную конструкцию по проекту Королевского главного строительного советника Генриха Гербера.
Впервые при строительстве Мариенбрюке был успешно опробован совершенно новый для того времени способ строительства: на высоте девяноста метров над водопадом Пеллат балки были установлены за счёт крепления отдельных пролетов балок, закреплённых в скале с обеих сторон, без дополнительной поддерживающей брони. В 1984 году мост был отреставрирован, и балки пришлось заменить. Перила сохранились в оригинале и по сей день.
Мариенбрюке был закрыт в начале августа 2015 года в связи с ремонтом каменных опор моста. В ходе ремонта были устранены повреждения каменных анкеров и обновлено покрытие металлической конструкции, а также деревянное покрытие. Стоимость ремонта составила около 650 000 евро. 4 августа 2016 года мост был официально повторно открыт советником округа Остальгой Марией Ритой Зиннекер, а также министром финансов Баварии Маркусом Зедером.
С начала 2021 года до середины 2022 года Мариенбрюке был закрыт, так как все каменные анкеры пришлось заменить из-за статических проблем.